# ゾンチョム県
ゾンチョム県（ゾンチョムけん、ベトナム語：Huyện Giồng Trôm / 縣墥簮?）は、ベトナム社会主義共和国ベンチェ省の県。面積は120.24km²、人口は168,744人（2015年）である。

## 行政区画
1市鎮21社から構成される。